# Coelotes pickardi
Coelotes pickardi là một loài nhện trong họ Amaurobiidae.
Loài này thuộc chi Coelotes. Coelotes pickardi được Octavius Pickard-Cambridge miêu tả năm 1873.